# Partido Conservador Progresista de Ontario
El Partido Conservador Progresista de Ontario (en inglés: Progressive Conservative Party of Ontario, en francés: Parti progressiste-conservateur de l’Ontario), también conocido como Ontario PC Party, es un partido conservador de la provincia canadiense de Ontario. Aunque es ideológicamente similar al Partido Conservador de Canadá, los dos partidos son completamente independientes. Tras las elecciones de junio de 2022, los conservadores progresistas tenían 83 de 124 diputados de la Asamblea Legislativa de Ontario y su líder Doug Ford resultó elegido primer ministro o premier.

## Historia
El Partido Conservador surgió de la coalición Liberal-Conservadora de la Provincia Unida de Canadá, que fue gobernada desde 1854 por John A. Macdonald y George-Étienne Cartier. Ese fue el origen del Partido Conservador de Ontario en 1867, dirigido por John Sandfield Macdonald, el primer premier de la nueva provincia. Después de la derrota electoral de 1871, los votantes católicos no ingleses se alejaron del partido, que posteriormente se volvió cada vez más dependiente de la Orden de Orange. Los conservadores se opusieron a la financiación estatal de las escuelas católicas, a los derechos lingüísticos de los franco-ontarianos y a la inmigración excesiva. En 1893, el miembro del partido George Ryerson fue elegido miembro de la Asamblea Legislativa de Ontario .
Tras 33 años en la oposición, los conservadores volvieron al poder con James Whitney como Primer Ministro, quien siguió un rumbo progresista. Su gobierno fundó la compañía eléctrica Ontario Hydro, pero también emitió el controvertido Reglamento 17, que restringía la enseñanza escolar en francés. La fuerte oposición hizo que la norma fuese finalmente revocada. En 1919, los conservadores perdieron el gobierno ante el partido de los Agricultores Unidos de Ontario, pero regresaron en 1923. En 1934 sufrieron una dura derrota electoral contra el Partido Liberal de Ontario, ya que el gobierno había demostrado su incapacidad para hacer frente a las consecuencias sociales de la Gran Depresión .
En 1942, el partido pasó a llamarse Partido Conservador Progresista de Ontario. Debido a las luchas internas en el partido liberal, los conservadores volvieron a convertirse en el partido con más votantes en 1943 y formaron el gobierno sin interrupción hasta 1985. Bajo el mandato de  John Robarts, el partido comenzó a defender cada vez más los derechos civiles y se rebajaron asperezas con la minoría francófona. El primer ministro conservador que más tiempo estuvo en el cargo fue Bill Davis, quien dirigió el gobierno durante 14 años a partir de 1971. Debido a su concentración de poder y dominio, el partido también era conocido como Big Blue Machine (Gran Máquina Azul). 
Con la dimisión de Davis en 1985, su sucesor Frank Miller reorientó el partido más hacia la derecha, pero perdió una moción de censura tras poco menos de cuatro meses. Los conservadores estuvieron en la oposición durante los siguientes diez años. Inicialmente, los liberales formaron el gobierno y, a partir de 1990, el Nuevo Partido Demócrata de Ontario tomó el relevo. El Partido Conservador Progresista cayó al tercer lugar en el favor de los votantes.

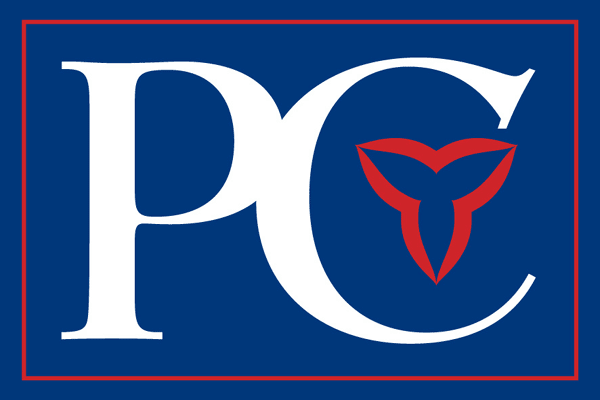
Logo 2006-2010

En las elecciones de 1995, Mike Harris logró que el partido volviera a ser el más popular, con un programa neoconservador. Su clara victoria fue llamada la Revolución del Sentido Común (Common Sense Revolution). El mandato de Harris estuvo plagado de problemas financieros, huelgas y protestas. Renunció en 2002, dejando a Ernie Eves como Primer Ministro, quien perdió las elecciones al año siguiente.

## Ideología
El Partido Conservador Progresista de Ontario tiene una ideología de centro derecha,  conservadora,  En economía, se muestra partidario del libre mercado y del conservadurismo económico,  rechaza la regulación excesiva y la presencia del Estado,  En Educación, defiende valores tradicionales y es enemigo del liberalismo,  rechaza la educación sexual. 

## Resultados electorales
Resultados en las elecciones a la Asamblea Legislativa: 
| Año  | Escaños | Diputados | %      |
| ---- | ------- | --------- | ------ |
| 1867 | 82      | 41        |        |
| 1871 | 82      | 38        |        |
| 1875 | 88      | 35        |        |
| 1879 | 88      | 29        |        |
| 1883 | 88      | 37        |        |
| 1886 | 90      | 32        |        |
| 1890 | 91      | 39        |        |
| 1894 | 94      | 30        |        |
| 1898 | 94      | 42        |        |
| 1902 | 98      | 48        |        |
| 1905 | 98      | 69        |        |
| 1908 | 106     | 86        |        |
| 1911 | 106     | 83        |        |
| 1914 | 111     | 84        | 55,3 % |
| 1919 | 111     | 25        | 34,9 % |
| 1923 | 111     | 75        | 49,8 % |
| 1926 | 112     | 72        | 57,6 % |
| 1929 | 112     | 90        | 58,8 % |
| 1934 | 90      | 17        | 39,8 % |
| 1937 | 90      | 23        | 40,0 % |

| Año  | Escaños | Diputados | Votos     | %       |
| ---- | ------- | --------- | --------- | ------- |
| 1943 | 90      | 38        |           | 35,7 %  |
| 1945 | 90      | 66        |           | 44,3 %  |
| 1948 | 90      | 53        |           | 41,5 %  |
| 1951 | 90      | 79        |           | 48,5 %  |
| 1955 | 98      | 83        |           | 48,5 %  |
| 1959 | 98      | 71        |           | 46,3 %  |
| 1963 | 108     | 77        |           | 48,9 %  |
| 1967 | 117     | 69        |           | 42,3 %  |
| 1971 | 117     | 78        |           | 44,5 %  |
| 1975 | 125     | 51        |           | 36,1 %  |
| 1977 | 125     | 58        |           | 39,7 %  |
| 1981 | 125     | 70        |           | 44,4 %  |
| 1985 | 125     | 52        | 1.343.044 | 37,0 %  |
| 1987 | 130     | 16        | 931.743   | 24,7 %  |
| 1990 | 130     | 20        | 944.564   | 23,5 %  |
| 1995 | 130     | 82        | 1.870.110 | 44,8 %  |
| 1999 | 103     | 59        | 1.978.059 | 45,1 %  |
| 2003 | 103     | 24        | 1.559.181 | 34,7 %  |
| 2007 | 107     | 26        | 1.398.857 | 31,6 %  |
| 2011 | 107     | 37        | 1.527.959 | 35,4 %  |
| 2014 | 107     | 28        | 1.506.267 | 31,3 %  |
| 2018 | 124     | 76        | 2.324.742 | 40,5 %  |
| 2022 | 124     | 83        | 1,912,057 | 40,82 % |

## Líderes del partido
| Nombre                   | Periodo   | Primer ministro |
| ------------------------ | --------- | --------------- |
| John A Macdonald         | 1854-1867 | 1856–1857       |
| John Sandfield Macdonald | 1862-1864 | 1862-1864       |

| Nombre                   | Periodo   | Primer ministro |
| ------------------------ | --------- | --------------- |
| John Sandfield Macdonald | 1867–1871 | 1867–1871       |
| Mateo Crooks Cameron     | 1871–1878 |                 |
| William Ralph Meredith   | 1879–1894 |                 |
| George Federico Marter   | 1894–1896 |                 |
| James Whitney            | 1896-1914 | 1896-1914       |
| William Howard Hearst    | 1914-1919 | 1914-1919       |
| Howard Ferguson          | 1919-1930 | 1923-1930       |
| George S. Henry          | 1930-1936 | 1930-1934       |
| William Earl Rowe        | 1936-1938 |                 |
| George A. Drew           | 1938-1942 |                 |

| Nombre         | Periodo              | Primer ministro |
| -------------- | -------------------- | --------------- |
| George A. Drew | 1942-1948            | 1943-1948       |
| Thomas Kennedy | 1948-1949 (interino) | 1948-1949       |
| Leslie Frost   | 1949-1961            | 1949-1961       |
| John Robarts   | 1961-1971            | 1961-1971       |
| Bill Davis     | 1971-1985            | 1971-1985       |
| Frank Miller   | 1985-1986            | 1985            |
| Larry Grossman | 1986-1987            |                 |
| Andrew Brandt  | 1987-1990 (interino) |                 |
| Mike Harris    | 1990-2002            | 1995-2002       |
| Ernie Eves     | 2002-2004            | 2002-2003       |
| John Tory      | 2004-2009            |                 |
| Bob Runciman   | 2009 (interino)      |                 |
| Tim Hudak      | 2009-2014            |                 |
| Jim Wilson     | 2014-2015 (interino) |                 |
| Patrick Brown  | 2015-2018            |                 |
| Doug Ford      | desde 2018           | desde 2018      |